# 26e cérémonie des Satellite Awards
La 26e cérémonie des Satellite Awards, décernés par l'International Press Academy, a lieu le 2 avril 2022 et récompense les films sortis et les séries télévisées diffusées en 2021.
Les nominations sont annoncées le 1er décembre 2021,,.

## Palmarès

### Cinéma

#### Meilleur film dramatique
- Belfast
  - Coda
  - Dune
  - East of the Mountains
  - La Méthode Williams (King Richard)
  - The Lost Daughter
  - The Power of the Dog
  - Spencer

#### Meilleur film musical ou comédie
- Tick, Tick... Boom!
  - Cyrano
  - The French Dispatch
  - D'où l'on vient (In the Heights)
  - Licorice Pizza
  - Respect

#### Meilleur film d'animation ou multimédia
- Encanto : La Fantastique Famille Madrigal (Encanto)
  - Flee
  - Luca
  - Les Mitchell contre les machines (The Mitchells vs. the Machines)
  - Vivo

#### Meilleure réalisation
- Jane Campion – The Power of the Dog
  - Paul Thomas Anderson – Licorice Pizza
  - Kenneth Branagh – Dune
  - Reinaldo Marcus Green – La Méthode Williams
  - Lin-Manuel Miranda – Tick, Tick... Boom!
  - Denis Villeneuve – Dune

#### Meilleur acteur dans un film dramatique
- Benedict Cumberbatch pour le rôle de Phil Burbank dans The Power of the Dog
  - Joaquin Phoenix pour le rôle de Johnny dans C'mon C'mon
  - Clifton Collins Jr. pour le rôle de Jackson Silva dans Jockey
  - Tom Skerritt pour le rôle de Ben Givers dans East of the Mountains
  - Will Smith pour le rôle de Richard Williams dans La Méthode Williams
  - Denzel Washington pour le rôle de Macbeth dans Macbeth (The Tragedy of Macbeth)

#### Meilleure actrice dans un film dramatique
- Kristen Stewart dans Spencer
  - Jessica Chastain dans Dans les yeux de Tammy Faye
  - Olivia Colman dans The Lost Daughter
  - Penélope Cruz dans Madres paralelas
  - Lady Gaga dans House of Gucci
  - Nicole Kidman dans Being the Ricardos

#### Meilleur acteur dans un film musical ou une comédie
- Andrew Garfield dans Tick, Tick... Boom!
  - Peter Dinklage dans Cyrano
  - Anthony Ramos dans D'où l'on vient

#### Meilleure actrice dans un film musical ou une comédie
- Alana Haim dans Licorice Pizza
  - Melissa Barrera dans D'où l'on vient
  - Jennifer Hudson dans Respect
  - Renate Reinsve dans Julie (en 12 chapitres)

#### Meilleur acteur dans un second rôle
- Kodi Smit-McPhee dans The Power of the Dog
  - Robin de Jesús (en) dans Tick, Tick... Boom!
  - Jamie Dornan dans Belfast
  - Ciarán Hinds dans Belfast
  - Jared Leto dans House of Gucci
  - J. K. Simmons dans Being the Ricardos

#### Meilleure actrice dans un second rôle
- Kirsten Dunst dans The Power of the Dog
  - Caitriona Balfe dans Belfast
  - Judi Dench dans Belfast as
  - Aunjanue Ellis dans La Méthode Williams (King Richard)
  - Marlee Matlin dans Coda
  - Ruth Negga dans Passing

#### Meilleur scénario original
- Belfast – Kenneth Branagh
  - C'mon C'mon – Mike Mills
  - A Hero – Asghar Farhadi
  - Licorice Pizza – Paul Thomas Anderson
  - Madres paralelas – Pedro Almodóvar
  - La Méthode Williams (King Richard) – Zach Baylin

#### Meilleur scénario adapté
- Coda – Sian Heder
  - Dune – Eric Roth, Jon Spaihts et Denis Villeneuve
  - The Lost Daughter – Maggie Gyllenhaal
  - Passing – Rebecca Hall and Nella Larsen
  - The Power of the Dog  – Jane Campion
  - Macbeth – Joel Coen

#### Meilleure direction artistique
- Macbeth – Stefan Dechant
  - Belfast – Jim Clay et Claire Nia Richards
  - Dune – Richard Roberts, Zsuzsanna Sipos et Patrice Vermette
  - The French Dispatch – Rena DeAngelo et Adam Stockhausen
  - The Power of the Dog – Grant Major et Amber Richards
  - Spencer – Guy Hendrix Dyas et Yesim Zolan

#### Meilleurs costumes
- Cyrano – Massimo Cantini Parrini
  - Belfast – Charlotte Walter
  - Coming 2 America – Ruth E. Carter
  - Dune – Jacqueline West et Bob Morgan
  - The Power of the Dog – Kirsty Cameron
  - Spencer – Jacqueline Durran

#### Meilleure photographie
- Dune – Greig Fraser
  - Belfast – Haris Zambarloukos
  - C'mon C'mon – Robbie Ryan
  - The Power of the Dog – Ari Wegner
  - Tick, Tick... Boom! – Alice Brooks
  - Macbeth – Bruno Delbonnel

#### Meilleur montage
- Dune – Joe Walker
  - Belfast – Úna Ní Dhonghaíle
  - La Méthode Williams (King Richard) – Pamela Martin
  - Licorice Pizza – Andy Jurgensen
  - The Power of the Dog – Peter Sciberras
  - Tick, Tick... Boom! – Myron Kerstein et Andrew Weisblum

#### Meilleur son
- Tick, Tick... Boom! – Paul Hsu et Tod A. Maitland
  - Belfast – Niv Adiri, Simon Chase, James Mather et Denise Yarde
  - Dune – Ron Bartlett, Theo Green, Doug Hemphill, Mark Mangini et Mac Ruth
  - The Harder They Fall – Ron Bartlett, Clint Bennett, Doug Hemphill, Richard King et Anthony Ortiz
  - The Last Duel – Daniel Birch, Stéphane Bucher, David Giammarco, Paul Massey, William Miller[Lequel ?] et Oliver Tarney (en)
  - The Power of the Dog – Richard Flynn, Leah Katz, Robert Mackenzie, Tara Webb et Dave Whitehead

#### Meilleurs effets visuels
- Dune – Brian Connor, Paul Lambert, Tristan Myles et Gerd Nefzer
  - Les Éternels – Matt Aitken, Daniele Bigi, Stéphane Ceretti et Neil Corbould
  - Godzilla vs Kong – John Desjardin, Bryan Hirota, Tamara Watts Kent et Kevin Smith
  - Shang-Chi and the Legend of the Ten Rings – Joe Farrell, Dan Oliver, Christopher Townsend et Sean Noel Walker
  - The Suicide Squad – Jonathan Fawkner, Kelvin McIlwain, Dan Sudick et Guy Williams[Lequel ?]
  - The Tomorrow War – Carmelo Leggiero, James E. Price, J. D. Schwalm, Randall Starr et Sheldon Stopsack

#### Meilleure chanson originale
- Colombia, Mi Encanto de Encanto – Lin-Manuel Miranda
  - Be Alive de La Méthode Williams (King Richard) – Beyoncé Knowles-Carter et Dixson
  - Beyond the Shore de Coda – Nicholai Baxter, Matt Dahan, Marius de Vries et Sian Heder
  - Down to Joy de Belfast – Van Morrison
  - Here I Am (Singing My Way Home) de Respect – Jamie Hartman, Jennifer Hudson et Carole King
  - No Time to Die de No Time to Die – Billie Eilish et Finneas O'Connell

#### Meilleure musique de film
- Dune – Hans Zimmer
  - The French Dispatch – Alexandre Desplat
  - The Harder They Fall – Jeymes Samuel
  - The Last Duel – Harry Gregson-Williams
  - Madres paralelas – Alberto Iglesias
  - The Power of the Dog – Jonny Greenwood
  - Spencer – Jonny Greenwood

#### Meilleur film en langue étrangère
- Drive My Car ( Japon)
  - Compartiment n° 6 ( Finlande)
  - Flee ( Danemark)
  - El buen patrón ( Espagne)
  - La Main de Dieu ( Italie)
  - A Hero ( Iran)
  - Prayers for the Stolen ( Mexique)
  - Titane ( France)
  - Julie (en 12 chapitres) ( Norvège)

#### Meilleur film documentaire
- Summer of Soul (...Or, When the Revolution Could Not Be Televised)
  - Ascension
  - Brian Wilson: Long Promised Road
  - Flee
  - Introducing, Selma Blair
  - Julia
  - Procession
  - The Rescue
  - Val
  - The Velvet Underground

### Télévision

#### Meilleur film réalisé pour la télévision
- Oslo

#### Meilleure série télévisée dramatique
- Squid Game (Netflix)
  - American Rust (Showtime)
  - Harry Bosch (Prime Video)
  - The Boys (Prime Video)
  - In Treatment (HBO)
  - Line of Duty (BBC One)
  - Lupin (Netflix)
  - Succession (HBO)

#### Meilleure série télévisée musicale ou comique
- Ted Lasso (Apple TV+)
  - A Black Lady Sketch Show (HBO)
  - Directrice (Netflix)
  - Hacks (HBO Max)
  - Help (Channel 4)
  - The Kominsky Method (Netflix)
  - Only Murders in the Building (Hulu)
  - What We Do in the Shadows (FX)

#### Meilleure série télévisée de genre
- WandaVision (Disney+)
  - Evil (CBS)
  - Sweet Tooth (Netflix)
  - Them (Prime Video)

#### Meilleure mini-série ou meilleur téléfilm
- Mare of Easttown (HBO)
  - It's a Sin (HBO Max)
  - Maid (Netflix)
  - The North Water (AMC+)
  - Time (BBC One)
  - The Underground Railroad (Prime Video)

#### Meilleur acteur dans une série télévisée dramatique ou une série de genre
- Omar Sy dans Lupin (Netflix)
  - Brian Cox dans Succession (HBO)
  - Aldis Hodge dans City on a Hill (Showtime)
  - James Nesbitt dans Bloodlands (Acorn TV)
  - Jeremy Strong dans Succession (HBO)
  - Titus Welliver dans Harry Bosch (Prime Video)

#### Meilleure actrice dans une série télévisée dramatique ou une série de genre
- Sarah Snook dans Succession (HBO)
  - Beanie Feldstein dans American Crime Story: Impeachment (FX)
  - Nicole Kidman dans Nine Perfect Strangers (Hulu)
  - Kelly Macdonald dans Line of Duty as Joanne Davidson (BBC One)
  - Elisabeth Moss dans The Handmaid's Tale : La Servante écarlate (Hulu)

#### Meilleur acteur dans une série télévisée musicale ou comique
- Jason Sudeikis dans Ted Lasso (Apple TV+)
  - Paul Bettany dans WandaVision (Disney+)
  - Michael Douglas dans The Kominsky Method (Netflix)
  - Jay Duplass dans Directrice (Netflix)
  - Steve Martin dans Only Murders in the Building (Hulu)
  - Alan Tudyk dans Resident Alien (Syfy)

#### Meilleure actrice dans une série télévisée musicale ou comique
- Jean Smart dans Hacks (HBO Max)
  - Selena Gomez dans Only Murders in the Building as Mabel Mora (Hulu)
  - Jennifer Jason Leigh dans Atypical as Elsa Gardner (Netflix)
  - Sandra Oh dans Directrice (Netflix)
  - Hannah Waddingham dans Ted Lasso (Apple TV+)
  - Lena Waithe dans Master of None (Netflix)

#### Meilleur acteur dans une mini-série ou un téléfilm
- Ewan McGregor dans Halston (Netflix)
  - Colin Farrell dans The North Water (AMC+)
  - Stephen Graham dans Help (Channel 4)
  - Michael Keaton dans Dopesick (Hulu)
  - Clive Owen dans American Crime Story: Impeachment (FX)
  - Andrew Scott dans Oslo (HBO)

#### Meilleure actrice dans une mini-série ou un téléfilm
- Kate Winslet dans Mare of Easttown (HBO)
  - Danielle Brooks dans Robin Roberts Presents: Mahalia (Lifetime)
  - Jodie Comer dans Help (Channel 4)
  - Cynthia Erivo dans Genius : Aretha Franklin (National Geographic)
  - Julianne Moore dans Histoire de Lisey (Apple TV+)
  - Ruth Wilson dans Oslo (HBO)

#### Meilleur acteur dans un second rôle dans une série, téléfilm ou mini-série
- Evan Peters dans Mare of Easttown (HBO)
  - Bobby Cannavale dans Nine Perfect Strangers (Hulu)
  - John Carroll Lynch dans Big Sky (ABC)
  - Paul Reiser dans The Kominsky Method as Martin (Netflix)
  - Michael Shannon dans Nine Perfect Strangers (Hulu)

#### Meilleure actrice dans un second rôle dans une série, téléfilm ou mini-série
- Lisa Edelstein dans The Kominsky Method (Netflix)
  - Jenifer Lewis dans Black-ish(ABC)
  - Julianne Nicholson dans Mare of Easttown (HBO)
  - Sarah Paulson dans American Crime Story: Impeachment (FX)
  - Anja Savcic dans Big Sky (ABC)
  - Jean Smart dans Mare of Easttown (HBO)

#### Meilleure distribution
- Oslo (HBO)
  - Help (Channel 4)
  - Robin Roberts Presents: Mahalia (Lifetime)

### Prix spéciaux
- Mary Pickford Award : Tom Skerritt
- Honorary Satellite Award : Jenifer Lewis
- Nikola Tesla Award : Joan Collins Carey
- Auteur Award : Lin-Manuel Miranda pour Tick, Tick... Boom! (« for singular vision and unique artistic control over the elements of production »)
- Humanitarian Award : Val Kilmer
- Breakthrough Performance Award : Artur Amanaliev
- Meilleur premier film : Halle Berry pour Meurtrie (Bruised)
- Prix des cascades (Stunt Performance Award) : The Suicide Squad

## Statistiques

### Récompenses multiples

#### Cinéma
- 5 : The Power of the Dog
- 4 : Dune
- 3 : Tick, Tick... Boom!
- 2 : Belfast et Encanto : La Fantastique Famille Madrigal

#### Télévision
- 3 : Mare of Easttown
- 2 : Succession et Ted Lasso

### Nominations multiples

#### Cinéma
- 13 : Belfast
- 12 : The Power of the Dog
- 10 : Dune
- 7 : La Méthode Williams et Tick, Tick... Boom!
- 5 : Licorice Pizza et Spencer
- 4 : Coda et Macbeth
- 3 : Nos âmes d'enfants, Cyrano, Flee, The French Dispatch, D'où l'on vient, The Lost Daughter, Madres paralelas, Respect
- 2 : Being the Ricardos, East of the Mountains, Encanto : La Fantastique Famille Madrigal, The Harder They Fall, Un héros, House of Gucci, Le Dernier Duel, Clair-obscur et Julie (en 12 chapitres)

#### Télévision
- 5 : Mare of Easttown
- 4 : Help, La Méthode Kominsky et Succession
- 3 : Directrice, American Crime Story: Impeachment, Nine Perfect Strangers, Only Murders in the Building, Oslo et Ted Lasso
- 2 : Big Sky, Harry Bosch, Hacks, Line of Duty, Lupin, The North Water, Robin Roberts Presents: Mahalia et WandaVision